# Rudolf Frank
Rudolf Frank (1889 Krnov – ?) byl stavitel v Krnově a spolumajitel firmy Eduard Frank.

## Život

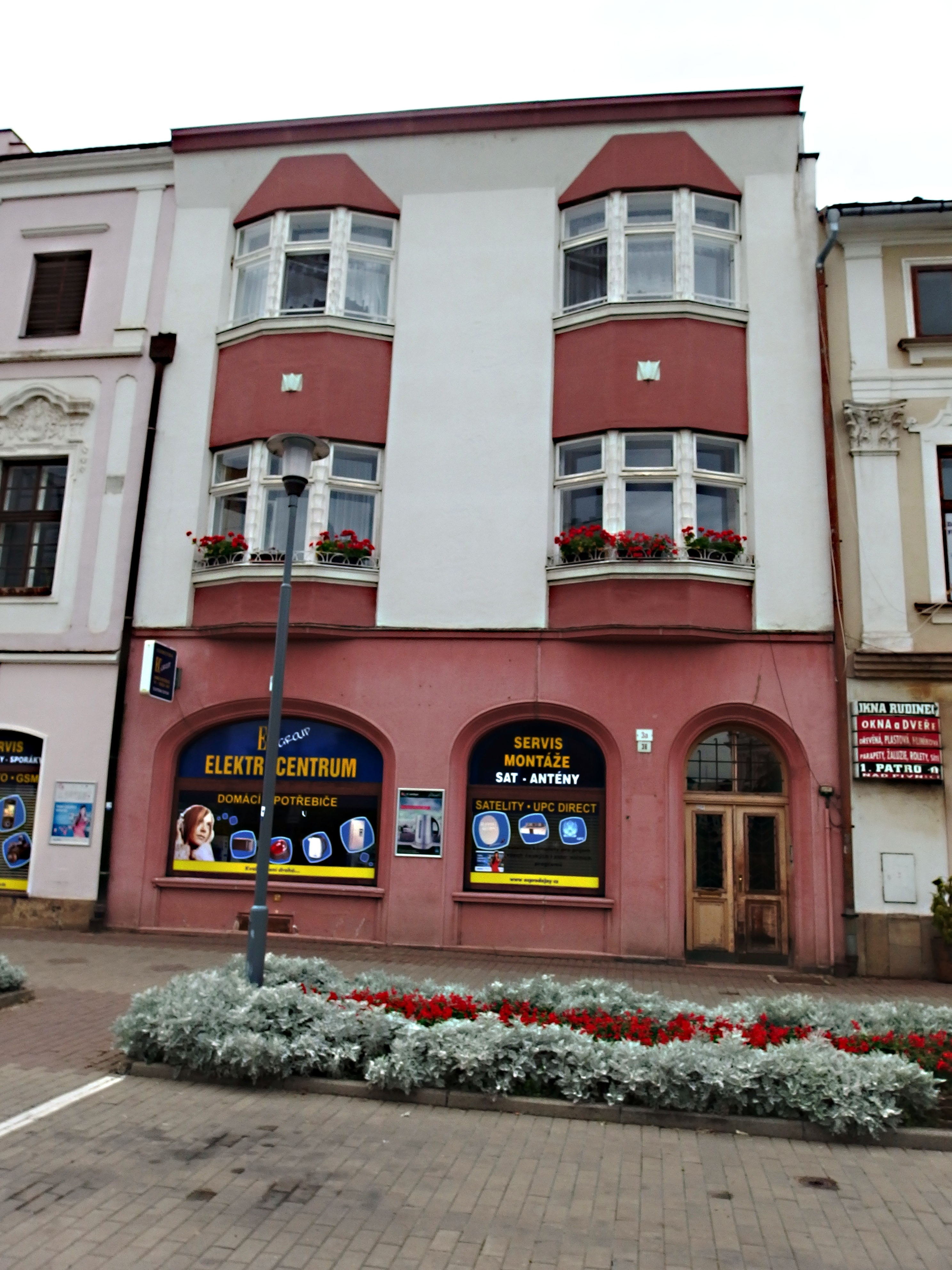
Měšťanský dům, Hlavní náměstí 3a.

Narodil se v rodině majitele jedné z největších stavebních firem v Krnově Eduarda Franka a jeho ženy Pauliny rozené Knabeové z Chomýže. Po otcově smrti spolu s bratrem Maxmiliánem pokračovali ve vedení zavedené firmy Eduard Frank do roku 1939. Společně se podíleli na stavbách nebo přestavbách v Krnově. Sám Rudolf Frank navrhoval ve stylu expresionizmu.

## Dílo
- 1927 vlastní obytný dům Rudolfa a Amalie Frankových (Mikulášská 28), jednopatrová stavba ve stylu expresionizmu.[2]
- 1928 přestavba šenkovního domu na cukrárnu (Hlavní náměstí 3a). Dům zvýšen o jedno patro, fasáda ve stylu expresionizmu a art deco.[3]
- 1929 Taneční sál hostince Josefa a Anny Hulwových - Hotel Cvilín (Výletní 6), přestavba starého hostince ve stylu expresionizmu.[4]

## Firma Eduard Frank
Ve 20. a 30. letech 20. století firma prováděla adaptace renezančních měšťanských domů v Krnově.
- 1902 a 1909 přestavba původní továrna na vlněné zboží Florian Schmidt a synové z 1882 (Karnola, Náměstí Míru 1, Opavské předměstí 152), Ernst Latzel postavil třípodlažní zděnou budovu s trámovými stropy, které byly později nahrazeny železobetonovými.[5] Další pětipodlažní secesní budovy pocházejí z přestaveb z roku 1902. Secesní průčelí je z roku 1902 od Franze Seidla[6], stavba Eduard Frank (1902), 1909 a 1912 firma Eduard Frank provedla projekt a výstavbu, kdy zachovala pojetí z roku 1902 a to včetně architektonického členění fasád.[7]
- 1906 nájemní dům Franze Žurka (Bezručova 7), projekt Rudolf Heiner[p. 1](1879 – 1928), stavba firma Eduard Frank, florální secese.[8]
- 1906 – 1907 vila firmy Rüger & Comp. (Bruntálská 7), projekt Rudolf Heiner, stavba firma Eduard Frank, ve výzdobě převládá vegetabilní secese.[9]
- 1906 –1907 nájemní dům Aloise a Gisely Jauerningových (Březinová 18). Nárožní jednopatrový dům s prvky vegetabilní a geometrické secese.[10]Hala Silesia

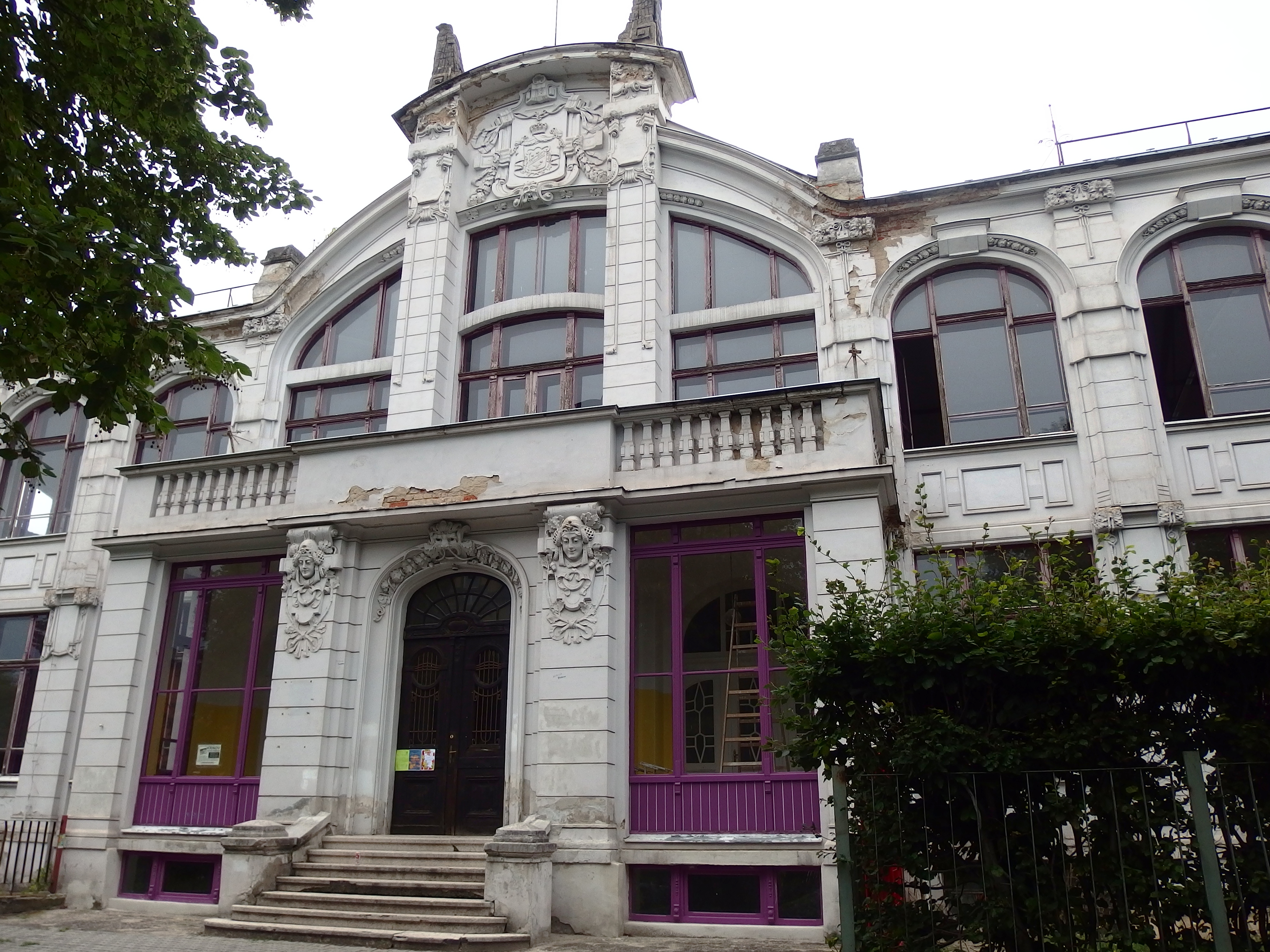
Hala Silesia

- 1907 – 1908 stavba výstavní haly Silesia[11] (Mikulášská 12) pro velkoobchod se suknem Tuchhaus Silesia. Železobetonová konstrukce zdobená secesní štukovou a sochařskou výzdobou[12] představuje secesní industriální architekturu.[13] Projekt vypracoval Eduard Frank (1841 – 1906), výstavba firma Eduard Frank.[14]
- 1909 přestavba dívčí obecní školy (základní škola, Smetanův okruh 4).[15]

- 1909 adaptace měšťanského domu Hlavní náměstí č. 36, projekt Rudolf Heiner, stavba firma Eduard Frank.[16]

- 1910 návrh na výstavbu nové tovární budovy firmy Josef Laske (Za drahou 165/1), nerealizováno.[17]
- 1910 barvírna, bělidlo a úpravna Carl Sperlich (Ve vrbině),projekt a výstavba nového závodu.[18]
- 1911 továrna na sukno Franze Laskeho[p. 2] (Soukenická 21), čtyřpodlažní budova. Dominantním prvkem je schodiště, které vystupuje z budovy.[19] Současná podoba je z roku 1942, kdy byla hlavní hmota objektu, zjednodušené členění fasády atd. V roce 1948 byl areál rozšířen. Dnes v hlavní tovární budově je SOU technické.[20]
- 1912 přestavba měšťanského domu - Stará pošta (Hlavní náměstí 4), projekt Rudolf Heiner, stavba firma Eduard Frank.[21]Měšťanský dům, Hlavní náměstí č. 36.

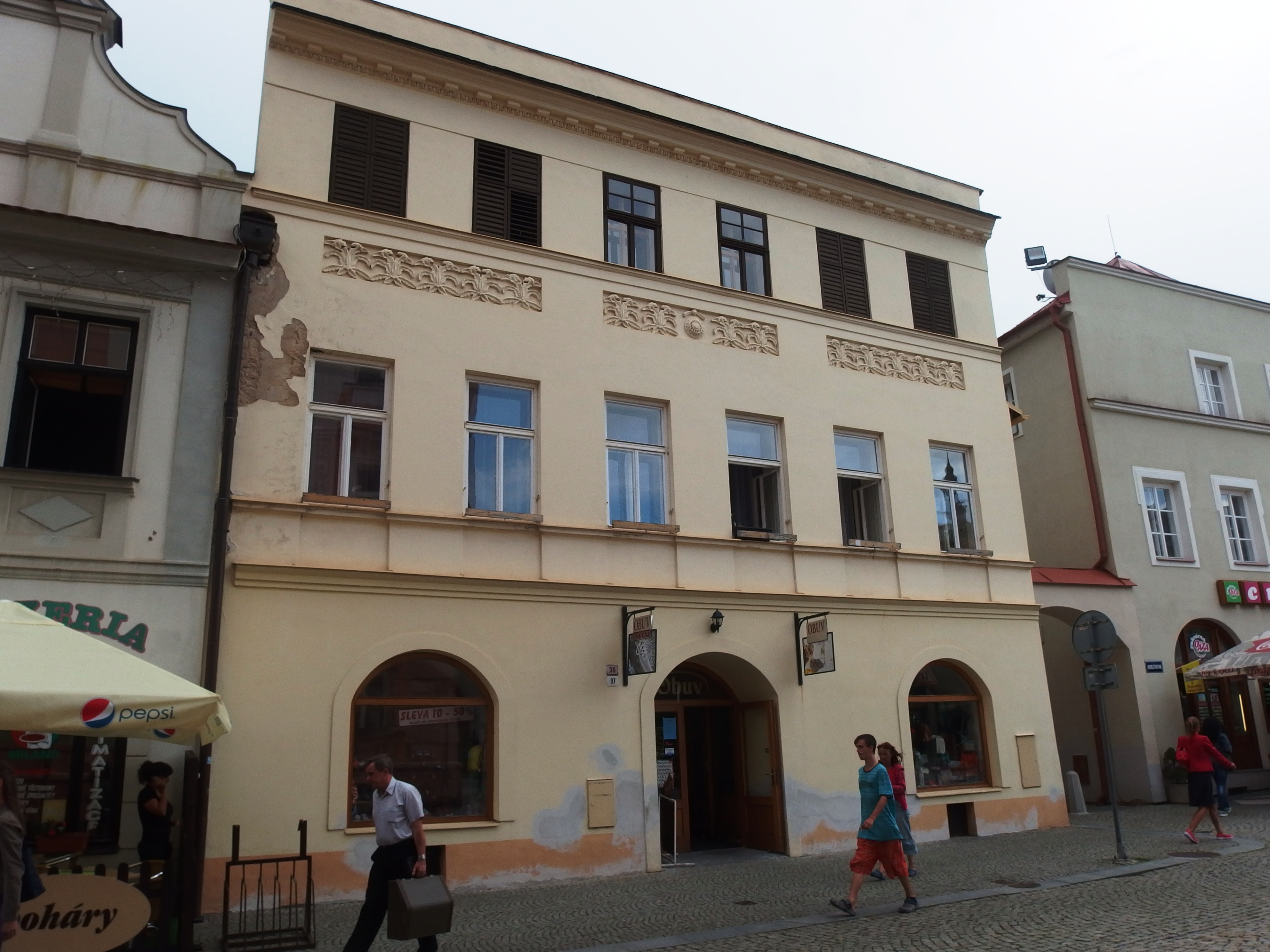
Měšťanský dům, Hlavní náměstí č. 36.

- 1915 přádelna a továrna na stávkové zboží Jana Kudlicha synové (Strojírny Kalinowski s.r.o., Zapletalova 9), projekt a výstavba na pravém břehu řeky Opavy, budova jednoho z provozů mateřské továrny. Zděná budova se sloupy z nýtovaných profilů, modernistická fasáda v uličním průčelí maximální prosklení. režné zdivo, korunní římsy jsou omítané.[22]
- 1919 firma Eduard Frank provedl zvýšení přádelny, dezinatury (Říční okruh 12). Původní tovární budova továrny na vlněné zboží Aloise Larisch a synové z let 1861 – 1862. Další rozšíření byla v roce 1923 firmou Ed. Ast & Ingenieure, Troppau (železobetonové stropy hal číslo I. a II.) Dnes Státní okresní archív Bruntál se sídlem v Krnově a muzeum.[23]
- 1919 a 1922 továrna na rostlinné oleje G. Grögera (Opavská 52), dostavby spolu s firmou Eduard Ast, areál v půdorysu L, fasády reprezentativního průčelí s prvky vegetativní a geometrické secese.[24]
- 1921 – 1922 přestavba původní továrny na vlněné zboží Johan Chlupaczka z 1888 (západní část Pega, Textilní 6, Opavské předměstí 188). Plány na přestavbu budovy (obytná, se sklady a výrobní částí) strojovny pro parní stroj, kotelny a novou přízemní tovární budovu dodal Eduard Latzel. Původní dvou- a třípodlažní budovy byly postupně přestavěny na čtyř- a pětipodlažní objekty, letech 1921 - 1922 prodloužení východního křídla a zvýšení - firma Eduard Frank, 1931 - 1932 firmou Koch, Kindermann & Co.[25][26]
- 1923 – 1926 vila Johana Chlupaczka (administrativní budova, Textilní 3, 5,), přestavba původního projektu Ernsta Latzela z roku 1891 a přístavba podle návrhů Leopolda Bauera, betonářské práce provedla firma Eduard Ast & Co.
- 1939 – 1943 společně s dalšími krnovskými firmami se podílela na výstavbě kolonie obytných úřednických domů (Opavské předměstí čp. 547 – 567, 569).[27]